# Международный день левши
«Международный день левши» (англ. International Lefthanders Day) — неофициальный праздник, который посвящён людям, предпочтительно пользующимся левой рукой (левшам).
«Международный день левши» отмечается ежегодно 13 августа.
Впервые этот день был отмечен 13 августа 1976 года по инициативе Lefthanders International. По некоторым сведениям, впервые «День левши» был отмечен 13 августа 1992 года по инициативе созданного за два года до этого британского Клуба левшей.
Цель акции — обратить внимание производителей различного оборудования на проблемы левшей: при работе на оборудовании для правшей левши совершают неестественные для них движения, в результате чаще получают нервный и мышечный стресс. Вследствие чего, согласно проведённому в США в 1991 году исследованию, левши чаще гибнут в авариях на производстве.